# Cephennodes zwaluwenburgi
Cephennodes zwaluwenburgi är en skalbaggsart som beskrevs av Elwood C. Zimmerman 1942. Cephennodes zwaluwenburgi ingår i släktet Cephennodes och familjen glattbaggar. Inga underarter finns listade i Catalogue of Life.